# Christoph Schweizer
Pour les articles homonymes, voir Schweizer.
Christoph Schweizer, né le 4 mars 1986 à Aix-la-Chapelle, est un coureur cycliste allemand. Son grand frère Michael est également coureur cycliste.

## Palmarès sur piste

### Championnats d'Europe
- 2017
  -  Médaillé d'argent de la course derrière derny
- 2019
  -  Médaillé d'argent du demi-fond

### Championnats nationaux
- 2019
  -  Champion d'Allemagne de demi-fond
  - 2e du championnat d'Allemagne de course derrière derny
- 2021
  -  Champion d'Allemagne de demi-fond

## Palmarès sur route

### Par année
- 2012
  - 2e étape du Tour of Leinster Two Day
  - 2e étape des Portaferry Three Day
  - Rund um die Burg
  - 2e des Portaferry Three Day
- 2013
  - 1re étape du Tour d'Azerbaïdjan
- 2015
  - Rund um die Kö

### Classements mondiaux
| Année           | 2008   | 2009 | 2010 | 2011 | 2012 | 2013 | 2014 | 2015 | 2016 | 2017   |
| --------------- | ------ | ---- | ---- | ---- | ---- | ---- | ---- | ---- | ---- | ------ |
| UCI Europe Tour | 1 139e |      |      |      |      | 673e | 747e |      |      | 1 798e |
| UCI Asia Tour   |        |      |      |      |      | 242e | 162e |      |      |        |